# Lac de Yaté
Der Lac de Yaté ist ein 1959 künstlich angelegter Stausee von etwa 4000 ha im Südosten der Südprovinz von Neukaledonien. Der Staudamm im Osten des Sees hat eine Höhe von 45 m und ist etwa 640 m lang. Er produziert Strom für die südwestlich, in etwa 40 Kilometern Entfernung, liegende Hauptstadt Nouméa. Der Damm staut die aus Westen kommenden kleinen Flüsse, den Blauen Fluss (Rivière Bleue) und etwas südlicher den Weißen Fluss (Rivière Blanche). Nach Osten hin fließt das Wasser vom Staudamm aus in Richtung auf die Bucht von Yaté (Baie de Yaté), wo das Meer liegt. Ein weiterer Abfluss des Sees liegt im Südosten, wo das Wasser nach etwa 10 km, östlich des Berges Pic du Pin (469 m), über einen Wasserfall, den Chutes de la Madeleine, fließt, um von dort in den Grand Lac zu gelangen. Zusammen mit diesem und dem Lac en Huit („8-förmiger See“) ist der Lac de Yaté seit 2014 Bestandteil des rund 44.000 ha umfassenden Feuchtgebiets von internationaler Bedeutung  (Ramsar-Konvention) Lacs du grand Sud, das über 2000 endemische Tierarten sowie über 1000 endemische Pflanzenarten beherbergt. Zur Eindämmung der Stechmückenpopulation wurde der Tilapia eingeführt. Um dessen starke Vermehrung im See zu kontrollieren, wurde wiederum der Schwarzbarsch hinzugefügt, der viele Angler anzieht.

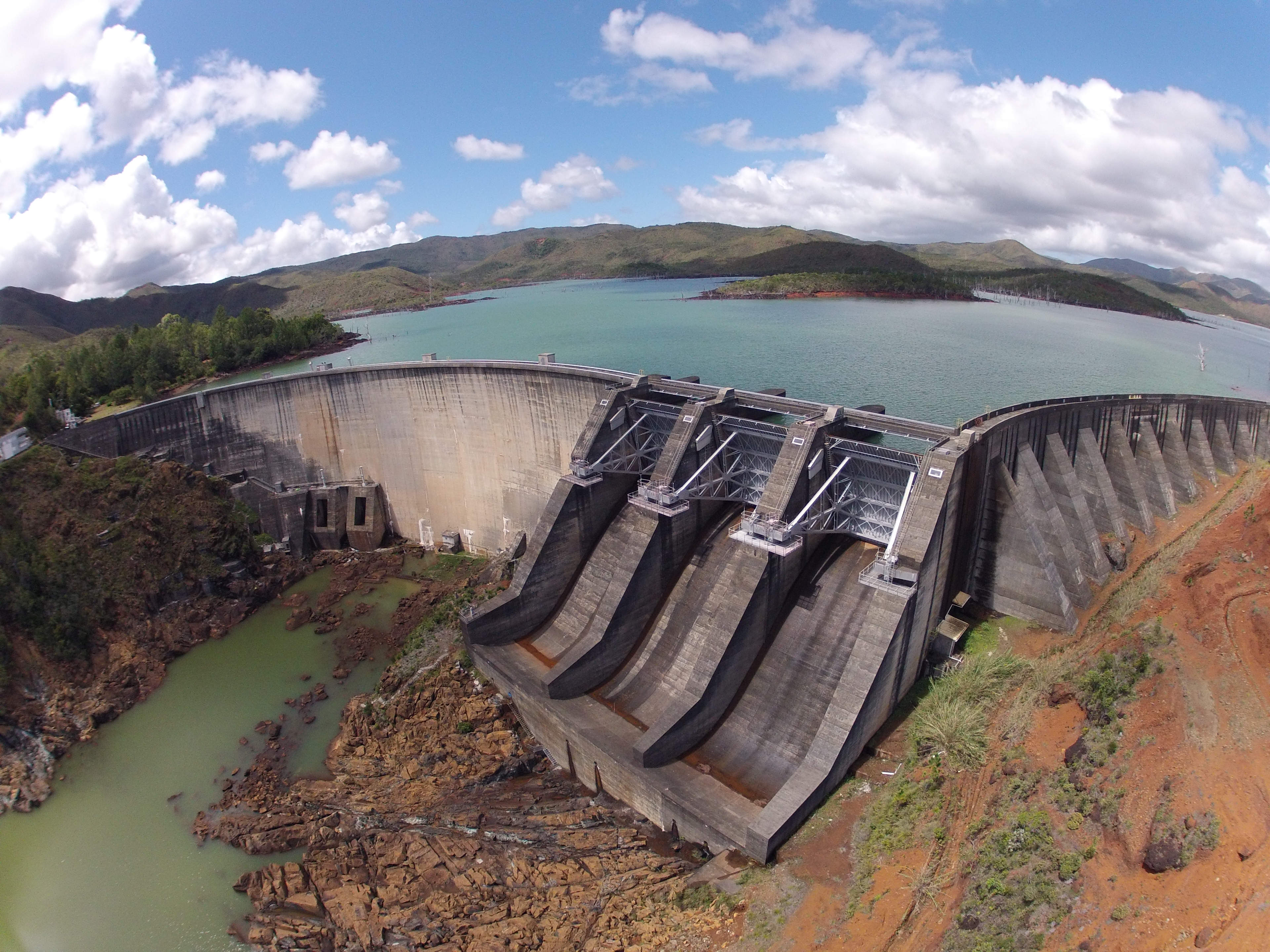
Yaté-Staudamm